# Douaumont
Douaumont foi uma antiga comuna francesa na região administrativa de Grande Leste, no departamento de Meuse. Estendia-se por uma área de 6,14 km². Em 2010 a comuna tinha 8 habitantes (densidade: 1,3 hab./km²).
Em 1 de janeiro de 2019, ela foi inserida no território da nova comuna de Douaumont-Vaux.

## Forte Douaumont
O forte foi construído a sudeste da vila.

Fort Douaumont (em francês: Fort de Douaumont) foi o maior e mais alto forte no anel de 19 grandes obras defensivas que protegiam a cidade de Verdun, França, desde a década de 1890. Em 1915, o Estado-Maior francês concluiu que mesmo os fortes mais bem protegidos de Verdun não poderiam resistir aos bombardeios dos canhões alemães Gamma de 420 mm (16,5 pol). Esses novos obuses superpesados haviam facilmente tirado vários grandes fortes belgas de ação em agosto de 1914. Fort Douaumont e outros fortes de Verdun foram considerados ineficazes e foram parcialmente desarmados e deixados praticamente sem defesa desde 1915. Em 25 de fevereiro de 1916, o Forte Douaumont foi invadido e ocupado sem luta por um pequeno grupo de invasores alemães composto por apenas 19 oficiais e 79 homens, entrando por uma janela aberta pelo fosso. A queda fácil do Forte Douaumont, apenas três dias após o início da Batalha de Verdun, chocou o exército francês. Preparou o terreno para o resto de uma batalha que durou nove meses, a um enorme custo humano. Douaumont foi finalmente recapturado por três divisões de infantaria do Segundo Exército, durante a Primeira Batalha Ofensiva de Verdun em 24 de outubro de 1916. Este evento encerrou a batalha em 1916.